# Maurois
Maurois là một xã ở tỉnh Nord ở miền bắc nước Pháp. Xã này có diện tích 2,11 kilômét vuông, dân số năm 1999 là 378 người. Xã nằm ở khu vực có độ cao từ 126-151 mét trên mực nước biển. 